# Teklemariam Medhin

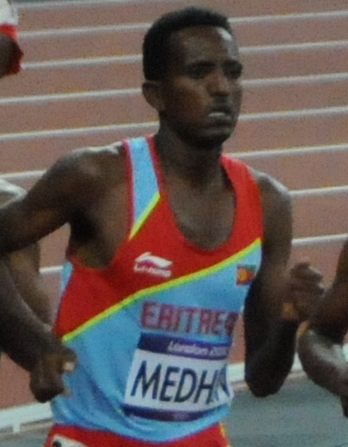
Teklemariam Medhin bei den Olympischen Sommerspielen 2012 in London

Teklemariam Medhin (* 24. Juni 1989 in Hazega) ist ein eritreischer Langstreckenläufer.

## Werdegang
2008 kam er bei den Olympischen Spielen in Peking über 10.000 m auf den 32. Rang. Im Jahr darauf wurde er Neunter bei den Crosslauf-Weltmeisterschaften in Amman und gewann mit der eritreischen Mannschaft die Bronzemedaille. Bei den Leichtathletik-Weltmeisterschaften in Berlin kam er beim 10.000-m-Lauf auf den zwölften und über 5000 m auf den 15. Platz.
2010 gewann er bei den Crosslauf-Weltmeisterschaften in Bydgoszcz Silber – sowohl in der Einzel wie auch in der Mannschaftswertung.

## Persönliche Bestzeiten
- 5000 m: 13:04,55 min, 10. Juni 2010, Rom
- 10.000 m: 27:16,69 min, 27. Mai 2012, Hengelo